# Gare de Venise-Mestre
La gare de Venise-Mestre (en italien : stazione di Venezia Mestre) est une gare ferroviaire italienne, située à Mestre, localité sur le continent de la commune de Venise.
Mise en service en 1842, c'est la plus importante gare de la commune de Venise, avant la gare de Venise-Santa-Lucia située sur l'ile de Venise, elle est fréquentée par, en moyenne, 31 millions de voyageurs chaque année. C'est l'une des treize plus grandes gares du pays, gérée par la Grandi Stazioni. Elle est desservie par des trains de Trenitalia.

## Situation ferroviaire
Établie à 5 mètres d'altitude, la gare de Venise-Mestre est située au point kilométrique (PK) 257,907 de la ligne de Milan à Venise (it), entre les gares de Mira - Mirano (it) et de Venise-Porto-Marghera (it), qui s'intercale avant la gare de Venise-Santa-Lucia. C'est une gare de bifurcation avec les lignes : de Venise à Udine (it), de Venise à Trieste (it), de Trente à Venise (it) et d'Adria à Mestre (it)
Une ligne à quatre voies relie Venise-Mestre et Venise-Santa-Lucia.

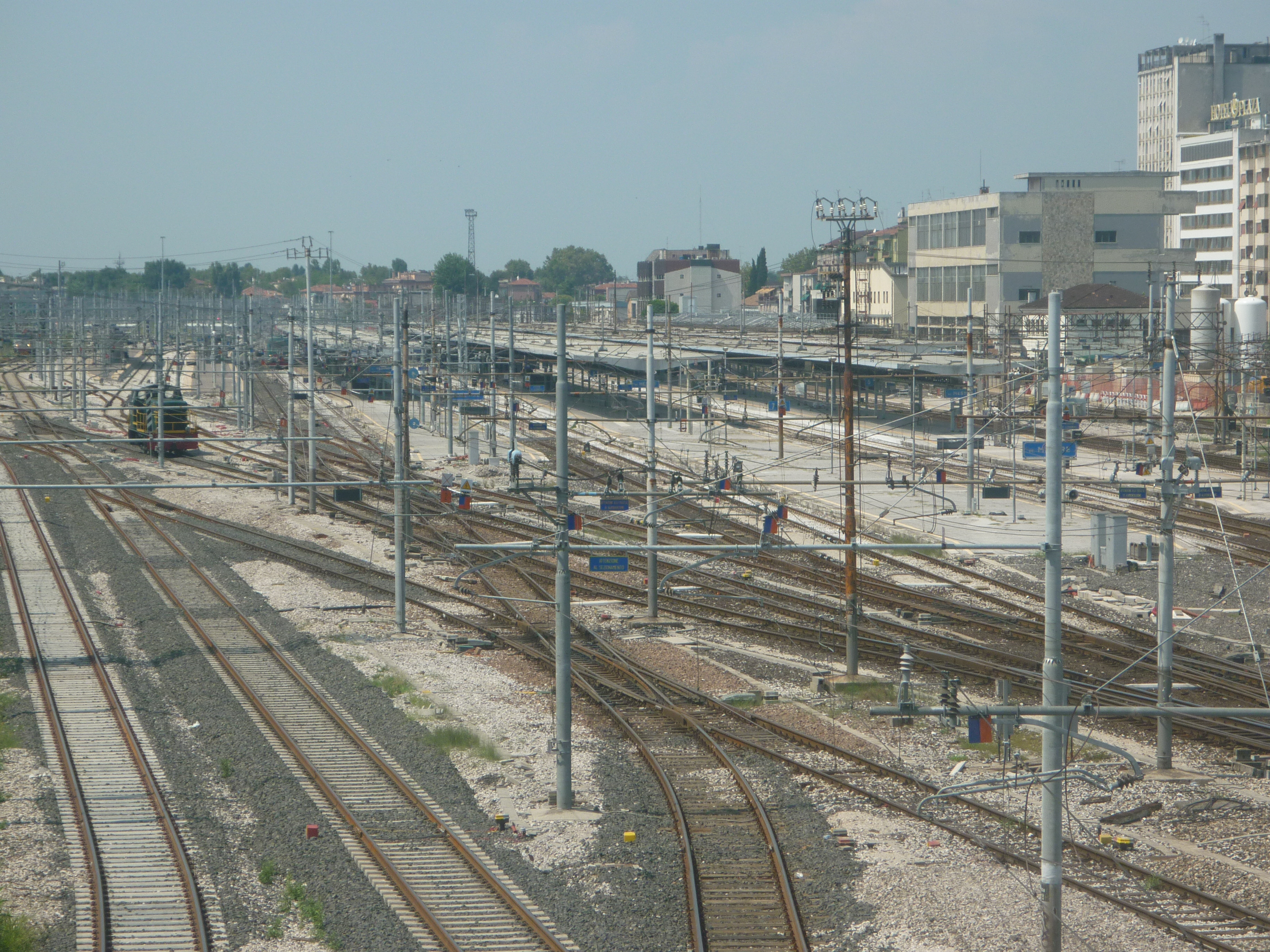
Vue générale de la gare

## Histoire
La gare terminus de Venise-Mestre est mise en service le 13 décembre 1842, lors de l'ouverture à l'exploitation de la section venant de Padoue.
Le « viaduc des lagunes de Venise » permettant au chemin de fer de rejoindre l'ile de Venise est mis en service en 1846.
Au début des années 2010, la gare, qui compte une desserte quotidienne d'environ 500 trains, voit passer 85 000 voyageurs chaque jour pour 31 millions annuellement.

## Service des voyageurs

### Accueil
Gare Grandi Stazioni, elle dispose d'un bâtiment voyageurs, avec guichets, ouvert tous les jours. Elle est notamment équipée : d'automates pour l'achat de titres de transport, d'une salle d'attente, d'un bureau de change et de distributeurs automatiques, d'une consigne à bagages et de toilettes, d'un bureau de la police ferroviaire. Des aménagements, équipements et services sont à la disposition des personnes à la mobilité réduite. Un buffet, un service de location de véhicules et un guichet d'information sur les hôtels sont présents en gare.

### Desserte
Venise-Mestre est desservie par des trains Trenitalia grandes lignes et régionaux. Une navette ferroviaire fait le lien avec la gare de Venise-Santa-Lucia.

### Intermodalité
Un parc pour les vélos et un parking pour les véhicules y sont aménagés. Elle est desservie par des bus urbains et une liaison avec l'aéroport international de Venise-Marco Polo.
La gare est également en correspondance avec la ligne 1 du tramway de Mestre, ligne de tramway sur pneu exploitée avec du matériel Translohr.

## Service des marchandises
Venise-Mestre est une gare ouverte au service du Fret ferroviaire.